# Condado de Gijón
El Condado de Gijón fue un título nobiliario castellano creado en el siglo XIV. Su titular más notable fue Alfonso Enríquez de Castilla (1355-1407), hijo natural del rey Enrique II de Castilla y de Elvira Íñiguez.

## Historia
El condado de Gijón fue otorgado por Enrique II de Castilla a su hijo Alfonso Enríquez, quien también ostentaba el título de conde de Noreña. Alfonso acumuló un gran poder en la región de Asturias, lo que lo llevó a enfrentamientos constantes con la Corona, particularmente durante el reinado de Enrique III de Castilla.
En 1394, tras varias tensiones políticas y militares, el rey Enrique III lanzó una campaña para someter al conde, quien había fortificado los castillos de Gijón y Soto del Barco. Alfonso fue derrotado y se exilió en Portugal.

## Extinción
Tras la derrota y el exilio de Alfonso Enríquez, el título de conde de Gijón quedó extinguido y sus propiedades fueron reincorporadas a la Corona de Castilla.

## Patrimonio
Entre las posesiones más destacadas del condado se encontraban:
- El Castillo de Noreña.
- El Castillo de Soto del Barco.
- Varios territorios y villas en Asturias y León.